# Ахајци (Хомер)
Ахајци (стгрч. Ἀχαιοί) представљају један од заједничких назива за Грке које Хомер користи у Илијади (598 пута) и у Одисеји. Други заједнички називи су Данајци (стгрч. Δαναοί, 138 пута у Илијади) и Аргивци (стгрч. Ἀργεῖοι, 182 пута у Илијади), док се по једном јављају називи Панхелени (стгрч. Πανέλληνες) и Хелени (стгрч. Ἕλληνες). Све ове називе Хомер користи да би означио заједнички грчки идентитет. У историјском периоду, Ахајци су били становници Ахаје, области на сјеверном дијелу Пелепонеза. Градови-државе ове области су касније формирали конфедерацију познату као Ахајски савез, која је била веома утицајна током 3. и 2. вијека прије н. е.

## Хомерови и каснији Ахајци
Хомерови „дугокоси Ахајци“ су били дио микенске цивилизације која је доминирала Грчком од око 1600. п. н. е. до 1100. п. н. е. Међутим, у архајском и класичном периоду појам „Ахајци“ се односио на становнике много мање области која се звала Ахаја. Херодот је Ахајце са сјеверног Пелепонеза сматрао потомцима некадашњих Хомерових Ахајаца. Према Паусанији, који је писао у 2. вијеку, појам „Ахајци“ је придодат оним Грцима који су насељавали Арголиду и Лаконију. Међутим, није јасно на који је начин Хомер користио тај појам.
Паусанија и Хородот преносе легенду да су Ахајце из њихове првобитне домовине протјерали Дорци током легендарне дорске најезде на Пелепонез. Ахајци су се тада преселили у област која је касније по њима названа Ахаја.
У науци још увијек нема консензуса о томе да ли су историјски Ахајци сродни Хомеровим Ахајцима и то је још увијек предмет расправе.